# オイスティンズ

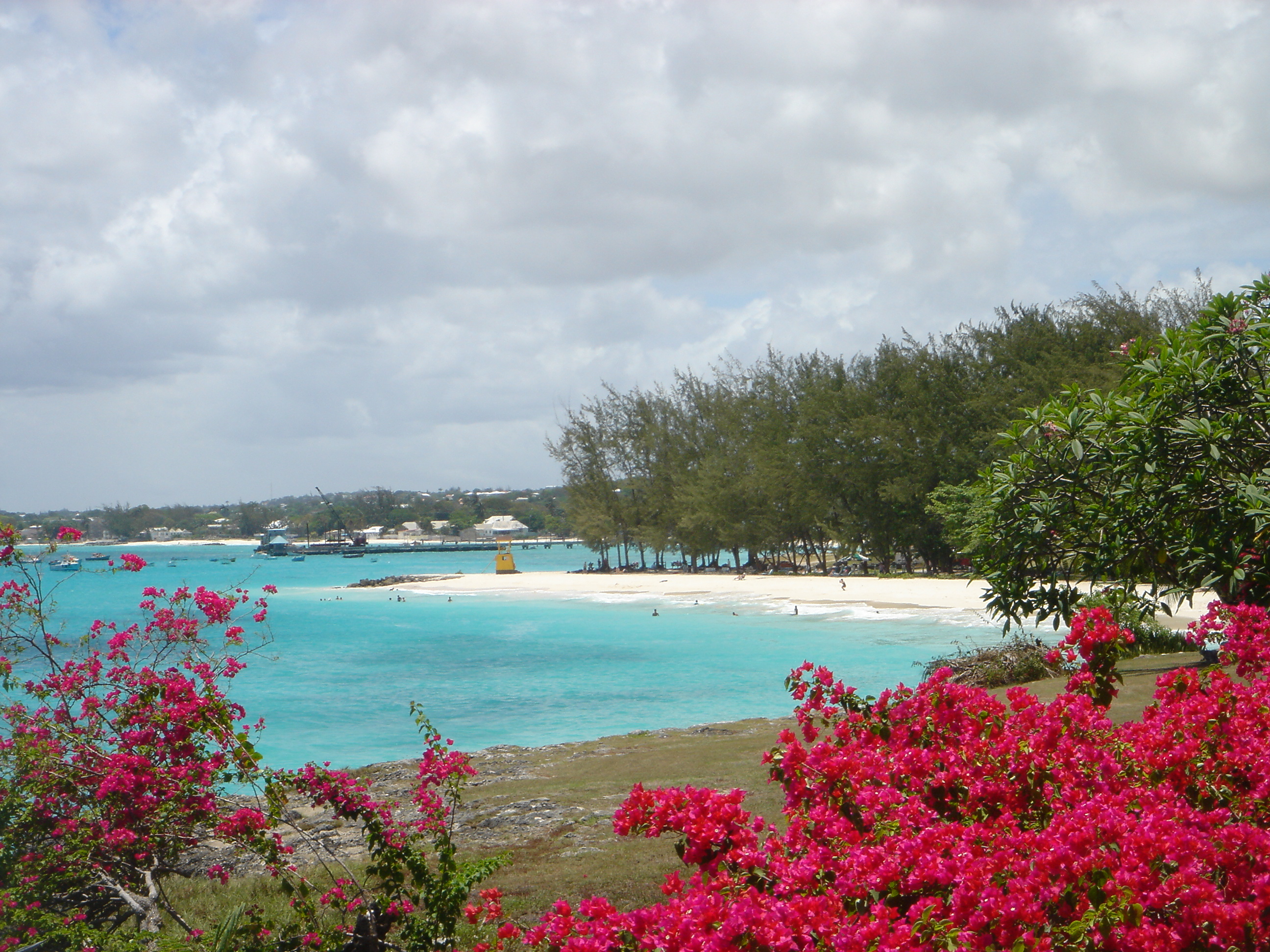
マイアミビーチ

オイスティンズ（英語: Oistins）は、バルバドスのクライスト・チャーチ教区の町。島南部の沿岸に位置し、同教区の中心的存在である。人口は1,488人（2013年推定）。
漁村であるほか、様々なバー、ラム酒店、商店街のある観光地である。近くにはマイアミビーチなど著名な砂浜が広がる。

## 名称
オイスティンズは、オースティンズ（Austin's）が訛ったものだと考えられている。由来となったオースティン（Austin）は近郊の農場の所有者で、大変な酒好きだったという。そのため、現在でも漁村には多くの酒類を提供する飲食店が建ち並んでいる。

## 歴史
17世紀、清教徒革命で国王チャールズ1世は処刑されたが、バルバドスは騎士党（王党派）のフランシス・ウィロビー総督が支配していたため、オリバー・クロムウェルは討伐のため艦隊を派遣した。討伐隊は最初スパイツタウンに上陸を試みるも失敗し、1652年1月にオイスティンズへ目標を変更した。激しい戦闘の後両者は休戦に同意し、1652年1月17日にマーメイズ・インにてオイスティンズ条約（Treaty of Oistins）が結ばれた。同条約によって入植者は課税と土地の所有権に関する法律の制定権を獲得した。
その後、オイスティンズには英国国教会のクライスト・チャーチ教区教会、旧クライストチャーチ地区病院、バルバドス沿岸警備隊の旧潜水艦基地が建てられた。また1960年代にジェラルド・ブルが推進していたHARP計画の作業員の多くはオイスティンズとその空港近くに住んでいた。

## 観光
20世紀末、オイスティンズでは毎週金曜日（と静かな土曜日の夜）に観光客と地元の住人がライム（Lime）と呼ばれる交流の場で親睦を深める伝統が生まれた。イベントでは多くの飲食店が軒を連ね、フィッシュフライや地元の工芸品などを販売する。大音量の音楽が流れる中、年配の住人は「オールドタイム」ダンスを披露する。
毎年イースターの週末にはFLOW・オイスティンズ・フィッシュ・フェスティバルが開催される。独立の翌年1967年から続く伝統の漁師の祭りで、魚の骨抜きコンテスト、魚を使った料理対決、ボートレースなどのほか、地元の伝統工芸品の店頭販売が行われる。2019年以降は通信事業者のFLOWがスポンサーとなっており、名称は社名を冠した「FLOW・オイスティンズ・フィッシュ・フェスティバル」に変更された。
オイスティンズの砂浜は近くのグラントレー・アダムス国際空港に離着陸する航空機の通常の飛行経路に位置していることから、スポッティング地点としても知られる。